# Carlo Fedeli (compositore)
Carlo Fedeli (Venezia, 1622 circa – Venezia, 19 dicembre 1685) è stato un musicista e compositore italiano, primo esponente della famiglia Fedeli detta Saggion.
Strumentista d'archi alla cappella ducale della basilica di San Marco, fu maestro de concerti alla medesima dal 1661 e maestro di stromenti all'orchestra dell'orfanotrofio dei mendicanti dall'anno seguente. Tra le sue opere perdute si ricordano l'Ermelinda e il Don Chisciotte della Mancia. Compose altresì 12 suonate a 2-4 strumenti con organo, una Triosonata conservata a Vienna, una Cantata e un pezzo per voce e basso continuo incluso in una raccolta di Canzonette per camera pubblicata nel 1670. A detta del figlio Alessandro, Carlo fu molto richiesto dalle corti straniere, ma non si mosse mai da Venezia.